# Incidente de preconceito
Um incidente de preconceito ou incidente de ódio é um ato de hostilidade motivado por racismo, intolerância religiosa ou outro preconceito. Um incidente de preconceito é diferente de um crime de ódio porque não envolve necessariamente atividade criminosa. Exemplos incluem pichações, abuso verbal e distribuição de literatura de grupos de ódio.

## Nos campi escolares
Organizações como o US Community Relations Service, o Southern Poverty Law Center e a Anti-Defamation League recomendam que os administradores escolares denunciem incidentes de preconceito nos seus campi, independentemente de ser cometido um crime. As razões para a existência de tal política incluem a prevenção de incidentes menores que se transformem em violência e a protecção da reputação da escola e da comunidade envolvente. Os defensores destas políticas dizem que elas ajudam a manter uma atmosfera de civilidade em que as pessoas se sentem livres para se expressarem sem medo de retaliações.
Uma resposta a um incidente de preconceito começa com a vítima ou um espectador relatando o incidente à administração da escola. Após receber o relatório, um funcionário da escola (geralmente um policial do campus) pode começar a coletar evidências e oferecer apoio físico e emocional à vítima. A instituição pode emitir uma declaração pública para dissipar rumores, acalmar tensões e declarar que incidentes tendenciosos não são tolerados. A liderança da escola pode realizar uma reunião aberta para discutir o incidente. Eventos de treinamento sobre diversidade podem ser incluídos durante os programas de orientação, em um esforço para evitar que incidentes de preconceito aconteçam no futuro.

## Aplicação da lei
Mesmo que não haja crime a ser processado, algumas jurisdições incentivam seus cidadãos a denunciar incidentes de preconceito à polícia. Os agentes da polícia podem prestar assistência às vítimas e alguns departamentos de polícia são obrigados a manter registos dos incidentes de preconceito relatados.